# تاج‌برداری (ماکیان)

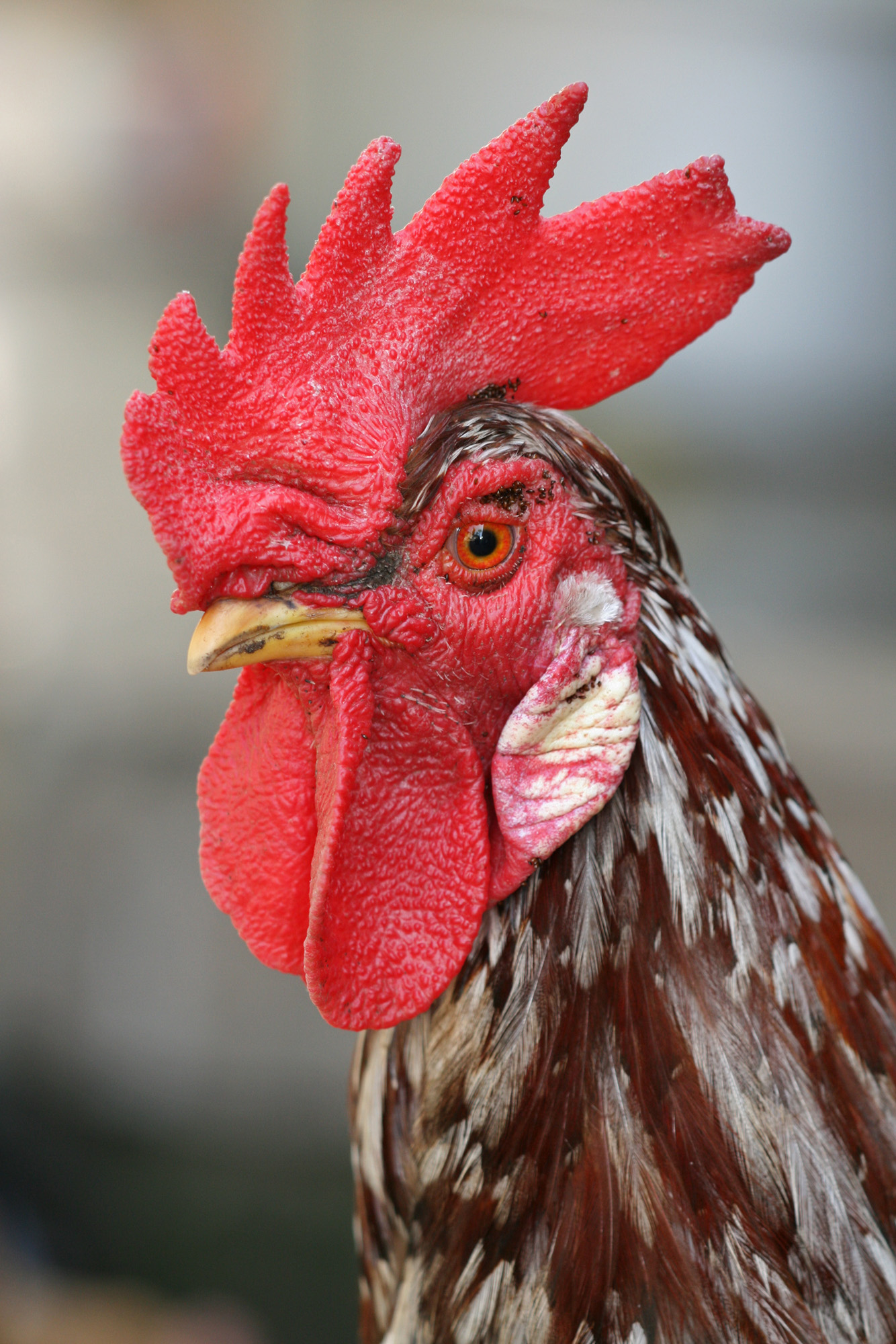
یک خروس که تاج‌برداری نشده است که نشان‌دهندهٔ تاج بالای سر، تکه‌های شنوایی که از گلوی و تکه‌های گوش (سفید صورتی) به گوش‌ها می‌چرخد

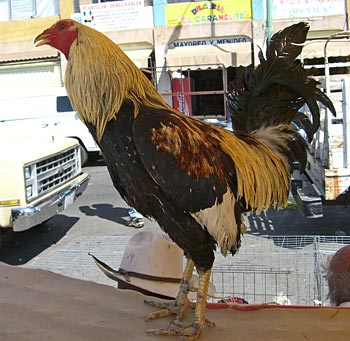
یک خروس که به نظر می‌رسد تاج‌برداری شده است.

تاج‌برداری (به انگلیسی: Dubbing) روشی است که در آن تاج، غبغبک و گاهی لاله گوش ماکیان برداشته می‌شود. گاهی به برداشتن غبغبک‌ها «غبغبک‌برداری» می‌گویند.

## رویه
برای انجام تاج‌برداری، ابتدا بافت‌ها ضدعفونی می‌شوند و در صورت وجود، از یک ماده بیهوش‌کننده برای محدود کردن درد استفاده می‌شود. از قیچی استریل یا قیچی تاج‌برداری برای بریدن بافت‌ها استفاده می‌شود و از یک ماده شیمیایی قابض که خون‌ریزی را کاهش می‌دهد، استفاده می‌شود. زخم‌ها بدون پوشش باقی می‌مانند. برخی توصیه می‌کنند که دوبله روی جوجه‌های یک‌روزه انجام شود، در حالی که برخی دیگر توصیه می‌کنند تا زمانی که تاج پرنده توسعه پیدا کند صبر کنید.

## نقد
در مرغ‌های تخم‌گذار تجاری، آنهایی که در هنگام جوجه‌ریزی عقیم می‌شوند، تأثیر کمی بر تولید تخم نشان می‌دهند، اما هر چه سن پرندگان هنگام عقیم‌سازی بیشتر باشد، اثرات منفی عقیم بیشتر می‌شود.
در نیوزیلند، کمیته ملی مشاوره رفاه حیوانات در سال ۲۰۰۲ اعلام کرد که «در حال کار روی یک راهبرد برای جلوگیری از این عمل هستند.»